# Уйвайка (притока Уви)
Уйва́йка (Увайка; рос. Уйвайка) — річка в Удмуртії (Якшур-Бодьїнський та Увинський райони), Росія, права притока Уви.
Довжина річки становить 15 км. Бере початок на південний захід від колишнього присілка Харіно Якшур-Бодьїнського району. Протікає на південний захід, біля присілка Середній Уйвай повертає на південний схід, а за кілька кілометрів знову повертає на південний захід. Впадає до Уви навпроти присілка Тюлькіно-Пушкарі, пригирлова ділянка лежить на території Увинського району. Береги заліснені, місцями заболочені. Приймає декілька дрібних приток. Збудовано ставки.
Над річкою розташовано присілок Середній Уйвай.